# Грачёвка (Должанский район)
Грачёвка — деревня в Должанском районе Орловской области России. Входит в состав Успенского сельского поселения.

## История
В 1961 году указом Президиума Верховного Совета РСФСР деревня Грачевка-Кобылинка переименована в Грачёвка.

## Население
| 2002 | 2010 |
| ---- | ---- |
| 202  | ↘168 |